# Come Taste the Band
Come Taste the Band (englisch für „Komm, koste die Band“) ist das zehnte Studioalbum der englischen Hard-Rock-Band Deep Purple, das im Oktober 1975 veröffentlicht wurde. Das Album ging als Koproduktion von Deep Purples sogenannter Mark-IV-Besetzung und seinem Langzeitproduzenten Martin Birch in die Bandhistorie ein.
Nach dem Abgang von Ritchie Blackmore übernahm Tommy Bolin das Gitarrenspiel bei Deep Purple. Come Taste the Band ist somit das einzige Deep-Purple-Studioalbum, auf dem Bolin zu hören ist.

## Hintergrund
Entgegen dem Vermerk auf dem Albumcover wurden nicht alle Songs zwischen dem 3. August und dem 1. September 1975 in den Musicland Studios in München aufgenommen. Denn bereits im Zeitraum des Juni/Juli 1975 hatte sich die Band mit Tommy Bolin in den Pirate-Sound-Hallen in Los Angeles für Jamsessions getroffen. In Parallel-Räumlichkeiten der Hallen probte zeitgleich Ritchie Blackmore mit seiner neuen Band Rainbow. Er bot den Vermietern ausreichend Geld an, um die Hallen für sich und seine Band alleine zur Verfügung zu haben. Und obwohl weite Teile des Songmaterials von Come Taste the Band eben in den Pirate-Sound-Hallen entstanden sind, vermied die Gruppe diese Angaben auf dem Cover, sondern verwies auf die späteren Studioaufnahmen in München.
Nach einer Promotiontour für Come Taste the Band belasteten Hughes’ und Bolins schwere Drogenprobleme sowie die unterschiedlichen musikalischen Vorstellungen der Mitglieder den Zusammenhalt der schon in innere Unruhe gelangten Band. Die Umstände bei den Konzerten von Deep Purple in Jakarta 1975 kamen noch dazu. Lord und Paice lösten daher im März 1976 die Band nach ihrem letzten Konzert vom 15. März in Liverpool auf. Erst im Jahre 1984 leitete das Album Perfect Strangers eine Reunion von Deep Purples Mark-II-Besetzung (ihrer zeitlich zweiten Bandbesetzung) ein.

## Musikstil
Das Album beinhaltet eine reichere musikalische Auswahl als frühere Alben der Band. Neben treibenden Hardrocksongs wie Comin’ Home oder Drifter enthält Come Taste the Band viele funkige und soulige Einflüsse. Diese gründeten auf den Einfluss des Bassisten Glenn Hughes und Deep Purples neuem Gitarristen Tommy Bolin. Dieses ist anhand der musikalischen Ausrichtung bei den Liedern I Need Love, Dealer oder You Keep on Moving festzustellen. Das Stück Love Child zeigt eine Verschmelzung von Purples damaligen Stilmitteln. Der Austritt Blackmores und der Eintritt von Bolin brachte die Band in ein musikalisch freieres Fahrwasser.

## Titelliste
1. Comin' Home (David Coverdale, Tommy Bolin, Ian Paice) – 3:55
2. Lady Luck (David Coverdale, Jeff Cook) – 2:48
3. Gettin' Tighter (Tommy Bolin, Glenn Hughes) – 3:37
4. Dealer (David Coverdale, Tommy Bolin) – 3:50
5. I Need Love (David Coverdale, Tommy Bolin) – 4:23
6. Drifter (David Coverdale, Tommy Bolin) – 4:02
7. Love Child (David Coverdale, Tommy Bolin) – 3:08
8. This Time Around (Jon Lord, Glenn Hughes)/Owed to 'G'  (Instrumental) (Tommy Bolin) – 6:10
9. You Keep on Moving (David Coverdale, Glenn Hughes) – 5:19

### Bonustracks (35th Anniversary Edition)
1. You Keep on Moving (David Coverdale, Glenn Hughes) – 4:32 (Single Edit)

#### Disc 2
1. Comin' Home (David Coverdale, Tommy Bolin, Ian Paice) – 4:08 (Kevin Shirley Remix)
2. Lady Luck (David Coverdale, Jeff Cook) – 2:46 (Kevin Shirley Remix)
3. Gettin' Tighter (Tommy Bolin, Glenn Hughes) – 4:23 (Kevin Shirley Remix)
4. Dealer (David Coverdale, Tommy Bolin) – 3:55 (Kevin Shirley Remix)
5. I Need Love (David Coverdale, Tommy Bolin) – 5:16 (Kevin Shirley Remix)
6. You Keep on Moving (David Coverdale, Glenn Hughes) – 5:18 (Kevin Shirley Remix)
7. Love Child (David Coverdale, Tommy Bolin) – 3:05 (Kevin Shirley Remix)
8. This Time Around (Jon Lord, Glenn Hughes) – 3:24 (Kevin Shirley Remix)
9. Owed to 'G'  (Instrumental) (Tommy Bolin) – 2:56 (Kevin Shirley Remix)
10. Drifter (David Coverdale, Tommy Bolin) – 3:59 (Kevin Shirley Remix)
11. Same in LA (David Coverdale, Glenn Hughes, Ian Paice, Jon Lord) – 3:19
12. Bolin/Paice Jam (Tommy Bolin, Ian Paice) – 5:47

## The Purple Album
2015 gab David Coverdales Band Whitesnake das The Purple Album heraus, das 15 Lieder aus Coverdales Deep-Purple-Ära beinhaltet. Von Come Taste the Band wurden die Stücke Comin' Home, Lady Luck, Love Child und You Keep on Moving gecovert.

## Rezeption
Das Album fand bei der Zielgruppe einen guten Anklang, was die Chartplatzierungen in Großbritannien (#19) und den USA (#43) veranschaulichen. Am 1. November 1975 erreichte das Album in Großbritannien, durch 60.000 verkaufte Alben, Silber-Status. Die Goldene Schallplatte erhielt das Album in Argentinien und Tschechien. Die höchste Chartposition erzielte das Album, wie schon bei seinem Vorgänger Stormbringer, mit Platz 6 in Norwegen.